# Pavetta tschikonderi
Pavetta tschikonderi är en måreväxtart som beskrevs av N.Hahn. Pavetta tschikonderi ingår i släktet Pavetta och familjen måreväxter. Inga underarter finns listade i Catalogue of Life.